# Giovanni Attard

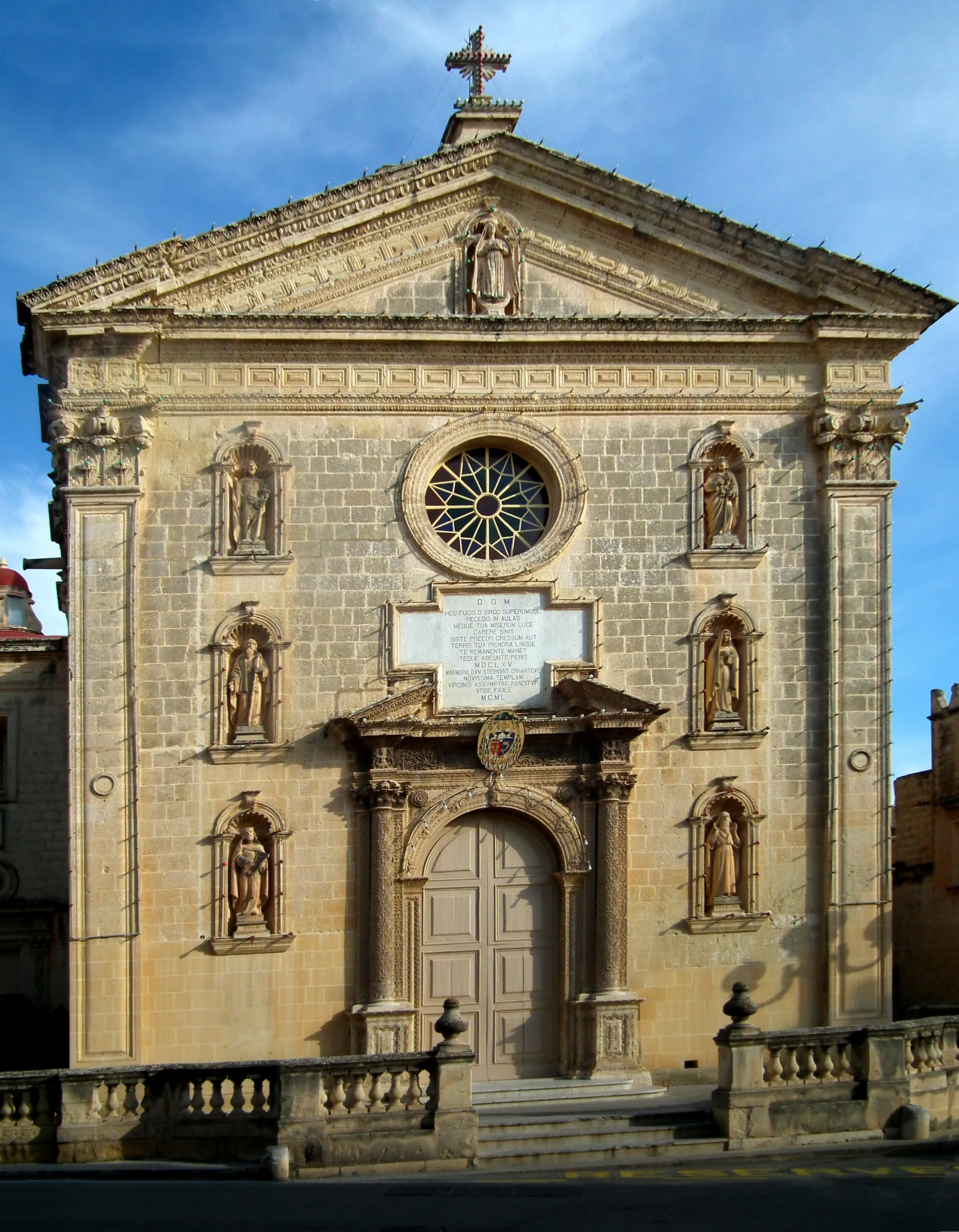
Attard pracował jako rzeźbiarz w kamieniu przy budowie kościoła parafialnego w Attard razem z Tommaso Dinglim

Giovanni Attard (ok. 1570–1636) – maltański architekt, inżynier wojskowy oraz rzeźbiarz w kamieniu, pochodzący z miasta Lija. Jest głównie znany jako budowniczy, w latach 1610–1615, akweduktu Wignacourta.
W latach 1609–10 pracował, razem z mistrzem murarskim Giuseppe Barbarą, jako wykonawca kamiennych rzeźb w kościele Madonna tal-Għar oraz przylegającym doń klasztorze Dominikanów w Rabacie.

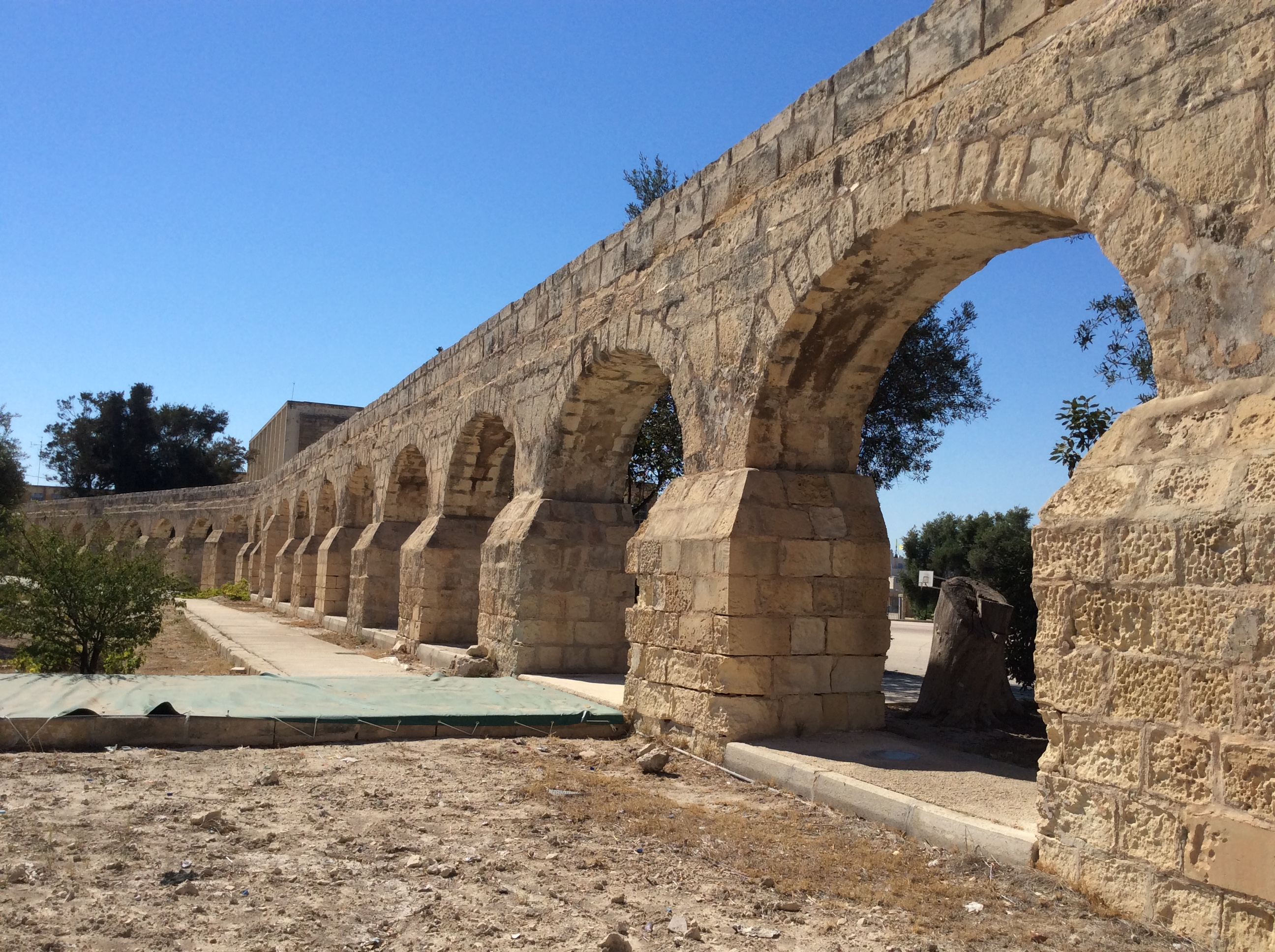
Attard był tym, który wpadł na pomysł zbudowania przęseł na części akweduktu Wignacourta

Attard był jednym z capimastri (mistrz murarski) zaangażowanych przy budowie akweduktu Wignacourta. W roku 1612 pochodzący z Bolonii inżynier Bontadino de Bontadini został zatrudniony do kontynuowania prac nad tym projektem, ponieważ sycylijski inżynier Natale Tomasucci opuścił Maltę, nie mogąc sobie poradzić z problemem przesyłania wody w nierównym terenie. W międzyczasie Attard zaproponował zbudowanie kamiennych łuków (przęseł) ponad obniżeniami terenu, i poprowadzenie akweduktu rurami na nich położonymi. Bontadini przyjął ten pomysł, i akwedukt wybudowany został w przeciągu trzech lat. Jego otwarcie nastąpiło 21 kwietnia 1615 roku.
W roku 1615 wraz z Tommaso Dinglim Attard rzeźbił kamienne elementy przy budowie kościoła parafialnego w Attard. W następnym roku, wraz z Domenico Azzopardim, zatrudniony był przy rekonstrukcji kościoła Madonna tal-Għar.
Attard zmarł w roku 1636, pochowany został w kościele parafialnym w Lija.